# سیسیلیا بیاگیولی
سیسیلیا بیاگیولی (به انگلیسی: Cecilia Biagioli) (زادهٔ ۳ ژانویهٔ ۱۹۸۵) شناگر اهل آرژانتین است.